# Zdeněk Beneš
Zdeněk Beneš (* 5. September 1952 in Chomutov) ist ein tschechischer Historiker.

## Leben
Nach seiner Lehre zum Offsetdrucker und Abitur 1972 begann er 1974 mit dem Studium der Geschichte und Philosophie an der Philosophischen Fakultät der Karls-Universität Prag, die er mit seiner Diplomarbeit zum Thema Methodische Probleme der tschechischen humanistischen Histografie 1547–1600 abschloss. 1980 promovierte er zum Doktor der Philosophie. Von 1984 bis 1988 war er als wissenschaftlicher Aspirant an der Universität tätig. Seit 1994 war er Dozent und seit 2002 ist er Professor für tschechische Geschichte.
Beneš arbeitet in zahlreichen Kommissionen und Gremien mit, darunter in der Deutsch-Tschechischen Historikerkommission, dem Redaktionsrat der Masaryk-Sammlung. Er ist Vorsitzender der tschechisch-deutschen Kommission für Geschichte an Schulen, Redaktionsrat der Zeitschrift Pedagogika und der Zeitschrift der Matice moravská, Mitglied des Rates für das Doktorandenstudium des Instituts für internationales Studium, des Redaktionsrates der Tschechischen Historischen Zeitschrift und anderen.

## Schriften (Auswahl)
- Historický text a historická skutečnost. Studie o principech českého humanistického dějepisectví. Prag 1993.
- Historický text a historická kultura. Prag 1995.
- I prezident už toho má plné zuby, aneb, Od blbé nálady k mafii po česku. Prag 2002.
- hrsg. mit Václav Kural: Geschichte verstehen. Die Entwicklung der deutsch-tschechischen Beziehungen in den böhmischen Ländern 1848–1948. Prag 2002.
- Dějiny Nové Paky I. Nová Paka 2012.